# Bathyotica
Bathyotica es un clado de arcosaurios crurotarsianos que incluye a los cocodrilomorfos y a los erpetosúquidos, se originaron a finales del Triásico hace 228 millones de años entre el Carniense y el Noriense. Bathyotica fue nombrado en un estudio filogenético de 2002 de Erpetosuchus. El género fue hallado en una relación cercana con los crocodilomorfos, y Bathyotica fue erigido para abarcar a ambos taxones. 
Bathyotica tiene varias apomorfias, o características que lo distinguen de los crurotarsos más basales. Un rasgo prominente es que los huesos cuadrado y cuadratoyugal se inclinan hacia adelante en la parte posterior del cráneo. Los huesos inclinados se abren en un espacio llamado la cavidad ótica, la cual se posiciona por detrás de la fosa temporal inferior, un agujero en el lado del cráneo detrás de las órbitas oculares. Los miembros de Bathyotica también carecen del hueso postfrontal.
En 2012, el género Parringtonia fue redescrito y se halló que estaba cercanamente relacionado con Erpetosuchus. Ambos fueron unidos en la familia Erpetosuchidae. Sin embargo, el análisis filogenético del artículo resulta en que Erpetosuchidae es parte de una politomía con las dos principales ramas de Archosauria, Pseudosuchia y Avemetatarsalia, y una posición distante de Crocodylomorpha. Sin embargo, esta ubicación es incierta y la posición filogenética exacta de Erpetosuchus sigue sin aclararse debido a que posee muchas autapomorfias o rasgos únicos que no son conocidos en otros arcosaurios. Aun así, una relación como taxones hermanos de Erpetosuchidae y Crocodylomorpha requiere 13 pasos extra en su análisis, lo cual la hace muy improbable. Incluso cuando Erpetosuchus granti es usado para representar solo a Erpetosuchidae, es recuperado como el taxón hermano de los aetosaurios + Revueltosaurus, en la base de Suchia.